# Scat Records
La Scat Records è una etichetta discografica indipendente fondata da Robert Griffin nel 1989 a Cleveland, in Ohio; successivamente la sede venne spostata a St. Louis, nel Missouri. Ha pubblicato fra gli altri album dei Guided by Voices e dei Cobra Verde. Viene distribuita dalla Revolver. Ha avuto una sotto etichetta, Seven: Scat Records Quarterly, che fu attiva fra il 1989 e il 1991.